# Bayona (parroquia)
Bayona (llamada oficialmente Santa María de Baiona) es una parroquia y una villa del municipio español de Bayona, en la provincia de Pontevedra, Galicia.

## Toponimia
La parroquia también es conocida por los nombres de Santa María de Bayona, Santa María P. de Baiona y Santa María P. de Bayona.

## Organización territorial
La parroquia está formada por una entidad de población:
- Bayona (Baiona)

## Demografía
Gráfica demográfica de la villa y parroquia de Bayona según el INE español:
| Gráfica de evolución demográfica de Bayona entre 2000 y 2023 |
|                                                              |
| Datos según el nomenclátor publicado por el INE.             |